# Demokratischer Block
Der Demokratische Block der Parteien und Massenorganisationen (forkortet DB, også Block der demokratischen Parteien und Massenorganisationen) var en sammenslutning af politiske partier og organisationer i DDR.
Blokken blev etableret i 1945 efter tilladelse af af Sovjetunionens militæradministration (SMAD) i den sovjetiske besættelseszone i det besatte Tyskland efter afslutningen af 2. verdenskrig som en organisation, der skulle koordinere arbejdet blandt de tilladte "anti-fascistiske partier". I blokkens første år spillede de enkelte partier i blokken en vis selvstændig rolle, men i begyndelsen af 1950'erne mistede blokken relevans, efter at de enkelte partier i blokken ubetinget anerkendte, at al magt i DDR blev centreret i SED.

## Historie

### Baggrund og etablering
Mod afslutningen af 2. verdenskrig arbejdede De allierede i en arbejdsgruppe under European Advisory Commission med planer for det politiske system i et besejret Tyskland. Parallelt hermed anmodede Sovjetunionens kommunistiske parti i foråret 1944 eksilerede tyske kommunister om at forberede sit eget tyske politiske koncept. De første planer blev præsenteret af Wilhelm Florin på et arbejdsmøde for eksilerede KPD-medlemmer den 6. marts 1944. Det efter sovjetiske krav udviklede koncept så KPD som Tysklands regeringsparti.
Efter Tysklands betingelsesløse kapitulation den 8. maj 1945 forbød Berlinerklæringen af den 5. juni 1945 enhver politisk aktivitet i alle besættelseszoner. Dagen inden offentliggørelsen af Berlinererklæringen havde den sovjetiske militæradministration i den sovjetiske besættelseszone (SMAD) efter at have konsulteret Anton Ackermann, Gustav Sobottka og Walter Ulbricht udstedt befaling nr. 2, der fra den 10. juni 1945 tillod etablering og aktivitet af antifascistiske politiske partier Allerede dagen efter, den 11. juni 1945 offentliggjorde KPD sin genetablering i Tyskland efter af have været blevet erklæret forbudt i 1933, og udstedte en offentlig erklæring i Berlin, hvoraf fremgik, at KPD’s centralkomité ønskede en “blok af antifascistiske demokratiske partier (KPD, SPD, Zentrum og andre)”. Den 15. juni 1945 tilskuttede SPD sig opfordringen og tilbød samarbejde med alle demokratiske kræfter.
Den 26. juni 1945 blev Christlich-Demokratische Union Deutschlands (CDU) stiftet, og den 10. juli samme år fik Liberal-Demokratische Partei (LDP) tilladelse fra den sovjetiske militæradministration (SMAD) til at tilslutte sig "Blokken". Den 14. juli 1945 trådte de fire af SMAD godkendte partier sammen for at danne "Den antifascistiske demokratiske blok" Demokratischer Block bestod herefter af:
- Kommunistische Partei Deutschlands (KPD)
- Sozialdemokratische Partei Deutschlands (SPD)
- Christlich-Demokratische Union (CDU)
- Liberal-Demokratische Partei (LDP)

Hvert parti havde fem repræsentanter, og beslutninger blev generelt truffet enstemmigt. Blokken omfattede hele den sovjetiske besættelseszone (SBZ), men der blev oprettet tilsvarende blokke på regionalt niveau.

### Samarbejdet de første par år
Den første konfrontation i Demokratischen Block opstod i august 1945 i forbindelse med udformningen af en fælles erklæring om Potsdamkonferencen, særlig om den nye grænsedragning ved Oder-Neisse-linjen. Meningsforskellene i blokken førte til en alvorlig krise i efteråret 1945 mellem KPD og CDU/LPD som følge af den sovjetiske militæradministration SMAD’s Befaling nr. 124/126, der autoriserede vilkårlig ekspropriation af private virksomheder samt SMAD’s krav til en jordreform. I november måtte den første formand for LDP, Waldemar Koch, fratræde efter pres fra SMAD for at blive efterfulgt af den mere sovjetvenlige Wilhelm Külz, og i december 1945 tvang SMAD formændene for CDU Andreas Hermes og Walther Schreiber til at fratræde. Begge havde nægtet at underskrive KPD's opfordring "Hjælp de nye bønder" på mødet i blokken den 22. og 27. november 1945. Denne udvikling illustrerede SMADs intention ved den hastige godkendelse af partier i besættelseszonen (SBZ) i foråret 1945:
"På kun fem uger, mellem 10. juni og 14. juli 1945, blev der oprettet et firpartisystem i SBZ med opbakning fra besættelsesmagten, der kun på overfladen var partipluralisme."
Politisk forfølgelse af dissenter begyndte i SBZ allerede i 1945. Cirka fem tusind socialdemokrater og flere tusinde medlemmer af CDU og LDP blev arresteret mellem 1945 og 1956 og idømt langvarige fængselsstraffe af sovjetiske militærdomstole og senere af særlige DDR-domstole.
I det ligeledes besatte Østrig blev den 25. november 1945 gennemført valg til Nationalrådet. Valget blev et sviende nederlag til det østrigske kommunistparti KPÖ, der blot opnåede 5,4% af stemmerne mod socialdemokraternes 44,6% og fik SMAD og KPD til at intensivere sine bestræbelser på at få en associering med SPD så hurtigt som muligt. På en konference i Berlin med repræsentanter for KPD og SPD den 20. og 21. december 1945 blev det besluttet at gennemføre sammenlægningen af de to partier. Selve sammenlægningen blev effektueret i 1946, og det fælles parti blev videreført under navnet Sozialistische Einheitspartei Deutschlands (SED) med formændene Otto Grotewohl og Wilhelm Pieck. I blokken overtog SED pladserne fra KPD og SPD og fik således samlet 10 ud af blokkens 20 pladser. SED ønskede optagelse i blokken af det kommunistisk dominerede fagforbund FDGB, hvilket CDU og LDP afviste kategorisk.
Også i årene 1946 og 1947 var der spændinger i den demokratiske blok. Det blev mere og mere tydeligt, at de allierede ikke kunne blive enige om Tysklands fremtid. I december 1947 blev de demokratisk valgte formænd for CDU Ernst Lemmer og Jakob Kaiser afsat efter pres fra SMAD. Begge sluttede sig til Exil-CDU, en afdeling under det vesttyske CDU for CDU-medlemmer, der var udvist eller flygtet fra SBZ.

### Udvidelse af blokken
Mellem november 1947 og august 1948 var der stilstand i samarbejdet i blokken på grund af uenigheder partierne imellem. Da den samarbejdsvillige leder af LDP, Wilhelm Külz, døde i april 1948, skiftede LDP kurs. LPD forsøgte at distancere sig fra SED-politikken og truede i juli 1948 med at forlade blokken. Forsøget blev besvaret af SMAD med en trussel om at opløse partiet og en bølge af arrestationer. Dette nedbrød LPD’s modstand mod den tiltagende stalinisering og SED-dominans. For yderligere at undergrave modstanden fra CDU og LDP introducerede SED i 1947/1948 på Deutscher Volkskongress to nye politiske partier, National-Demokratische Partei Deutschlands (NDPD) og Demokratische Bauernpartei Deutschlands (DBD), der skulle optages i Demokratischer Blok, ligesom SED inviterede kommunistisk dominerede masseorganisationer ind i blokken, der herefter bestod af:
- Sozialistische Einheitspartei Deutschlands (SED)
- Christlich-Demokratische Union (CDU)
- Liberal-Demokratische Partei (LDP)
- Kulturbund der DDR
- Freier Deutscher Gewerkschaftsbund (FDGB)
- Demokratischer Frauenbund Deutschlands (DFD) og
- Freie Deutsche Jugend (FDJ)

Den 17. juni 1949 blev blokken omdøbt til den Demokratischer Block der Parteien und Massenorganisationen. Den 7. oktober 1949 blev udråbt en selvstændig stat i den sovjetiske besættelseszone, Den Tyske Demokratiske Republik, DDR.

### Tiden i DDR
Ved DDR’s etablering skulle der afholdes valg til DDR’s nyoprettede parlament, Volkskammer. Blokken argumenterede for, at valget skulle afholdes baseret på et program fastlagt af den i 1950 etablerede Nationale Front. Den 16. maj 1950 blev aftalt et fælles valgprogram for alle partier og besluttet brug af enhedslister. Enhedslisterne var en liste med kandidater til valget, der var blevet udpeget af Nationale Front. Der kunne ikke stemmes for eller imod den enkelte kandidat på enhedslisten, men vælgerne kunne vælge mellem at godkende listen eller at forkaste den. Valgformen med brug af en enhedsliste blev fastlagt ved DDR’s valglov af 9. august 1950. Enhver afvisning af valgformen med enhedslistevalg var strafbar, og valget i 1950 blev gennemført på denne måde.
Stalin-noten fra marts 1952 gav blandt blokpartierne håb om forandring. På et møde i den demokratiske blok i maj 1952 var der åben kritik af blokkens politiske uvæsentlighed (politiske beslutninger i DDR blev udelukkende truffet af SED’s politburo) og af diskriminationen af LDP og CDU. Forhåbningerne om forandring af det politiske system i en mere demokratisk retning blev imidlertid hurtigt slukket, da SED på sin partikongres i juli 1952 vedtog en beslutning "Opbygning af socialismen", der indebar afslutningen på blokpartiernes uafhængighed. Herefter blev LDP’s formand Karl Hamann i december 1952 anholdt og anklaget for “sabotage mod befolkningen” og ved en skueproces idømt ti års fængsel. Tilsvarende blev CDU’s næstformand og DDR’s udenrigsminister Georg Dertinger og familie anholdt og idømt en langvarige fængselsstraffe.
Demokratischer Blok spillede ikke herefter nogen selvstændig rolle i DDR’s politik.

## Ophør
I forbindelse med Die Wende og DDR’s sammenbrud i 1989 fremsatte Vesttysklands kansler Helmut Kohl den 28. november 1989 et 10 punktsprogram for vejen mod genforening, og den 5. december 1989, forlod LDPD og CDU Demokratischer Blok. Den 7. december forlod også NDPD blokken. Blokken havde ingen relevans ved det første frie valg til Volkskammer den 18. marts 1990, og spillede ingen rolle, da de østtyske områder i oktober 1990 blev optaget i Forbundsrepublikken, hvorved DDR ophørte.

## Opgaver og funktion i DDR
Efter at Demokratische Block havde udskilt og etableret Nationalen Front zur demokratischen Erneuerung Deutschlands, senere Nationale Front der Deutschen Demokratischen Republik, anså blokken det som sin hovedopgave at udvikle en ny type socialistisk demokrati
| Citat | DB behandler grundlæggende politiske spørgsmål om DDR’s udvikling og problemer med international udvikling, lovforslag og andre statslige dokumenter, samt fastlægger foranstaltninger til gennemførelse af disse. [...] Med DB's arbejde realiseres tillige princippet om, at enhver borger, uafhængig af dennes sociale baggrund, religiøse eller ideologiske tro, får de bredeste muligheder for aktiv deltagelse i udformningen af udviklingen af det socialistiske samfund. | Citat |
|       | |       |

Ud over den centrale DB var der tilsvarende organer i alle DDR's bezirks og i alle Landkreis. Formandskabet for drøftelserne i de lokale DB-afdelinger skiftede også regelmæssigt mellem partierne.

## Literatur
- Martin Broszat, Hermann Weber (Hrsg.): SBZ-Handbuch. Staatliche Verwaltungen, Parteien, gesellschaftliche Organisationen und ihre Führungskräfte in der Sowjetischen Besatzungszone Deutschlands 1945–1949. 2. Auflage. Oldenbourg, München 1993, ISBN 3-486-55262-7.
- Gerd-Rüdiger Stephan, Andreas Herbst, Christine Krauss, Daniel Küchenmeister, Detlef Nakath (Hrsg.): Die Parteien und Organisationen der DDR. Ein Handbuch. Dietz, Berlin 2002, ISBN 3-320-01988-0.
- Hermann Weber: Herausbildung und Entwicklung des Parteiensystems der SBZ/DDR. In: Aus Politik und Zeitgeschichte. 46. Jg., Nr. 16–17, 1996, ISSN 0479-611X, S. 3–11.